# Zednická naběračka

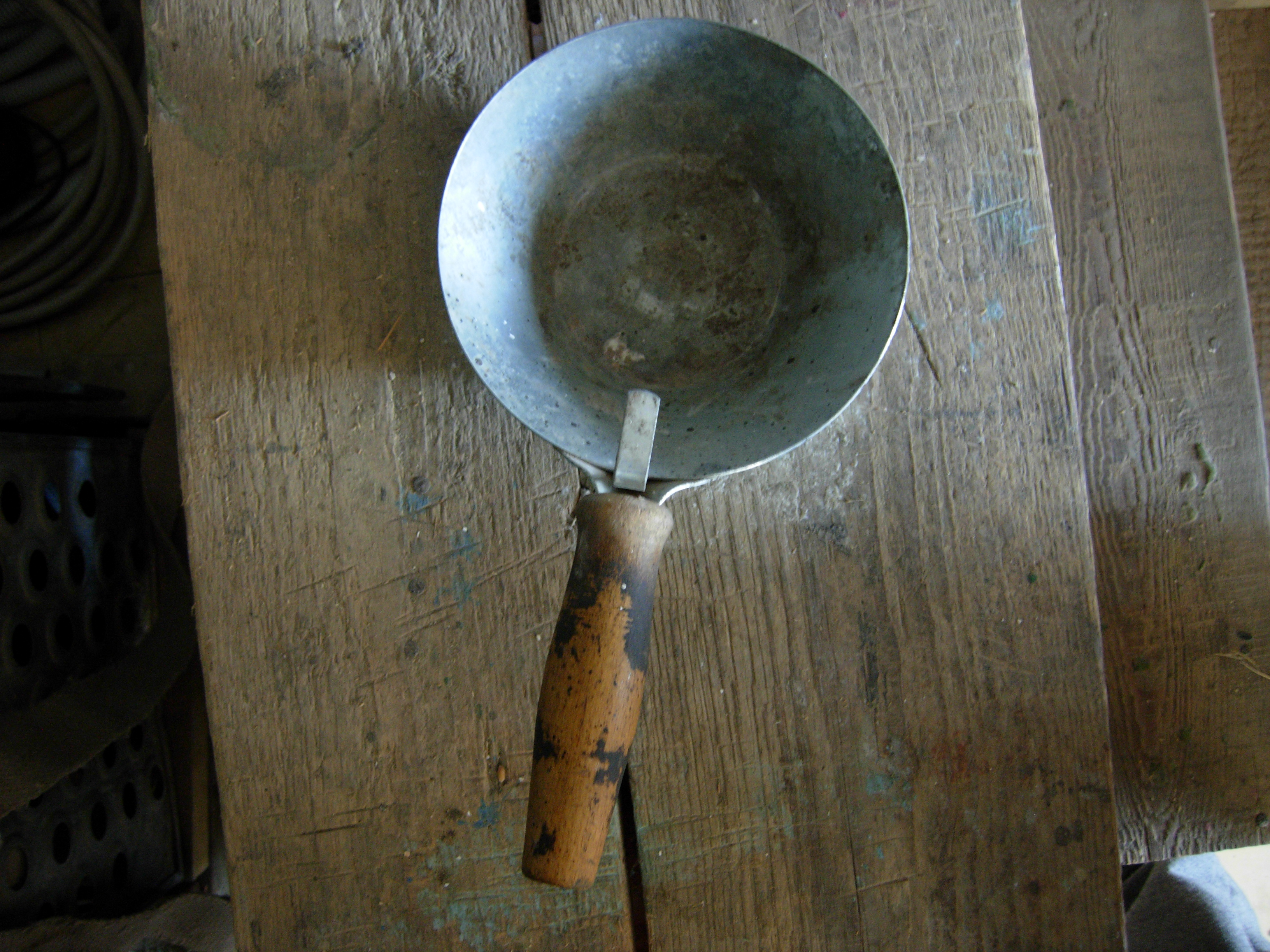
Fanka - pohled shora

Zednická naběračka (lidově fanka, z německého die Pfanne – pánev; na Moravě též žufan) je malá otevřená plechová nádoba používaná ve stavebnictví při zdění. Slouží jako příruční nádoba k nabírání sypkého materiálu (cement, písek, sádra, štuk) i předzpracované stavební hmoty, např. malty, které v ní lze dopravit v jedné ruce i do obtížně přístupných míst. Používá se i pro tzv. špricování, což je přípravné omítání, které je s použitím fanky rychlejší než lžící, a hlavně se uplatní při omítání stropu. Je však také fyzicky namáhavější. Fanka je sice nástroj jednoduchý, ale vyžaduje od zedníka velký cvik a praxi. Ten nabere maltu a rozmáchne se proti zdi. V poslední chvíli prudce trhne zpět a fankou pootočí, následkem toho malta vylétne z fanky, rozvine se do širokého vějíře a hydroskopicky se přilepí se na zeď.
Má tvar komolého kužele, přičemž průměr okraje je 2–3× větší než průměr dna a její šířka je větší než výška. Z boku vyčnívá vodorovná rukojeť s malým háčkem (pro zavěšení na kýbl). Fanka má obvykle objem kolem 1 litru. 
Zednická naběračka pro zdění je s ručkou (krátkou rukojetí), naběračka pro transport (zejména do truhlíku na pomocném lešení) je opatřena tulejí, do které se vsazuje dostatečně dlouhá násada.

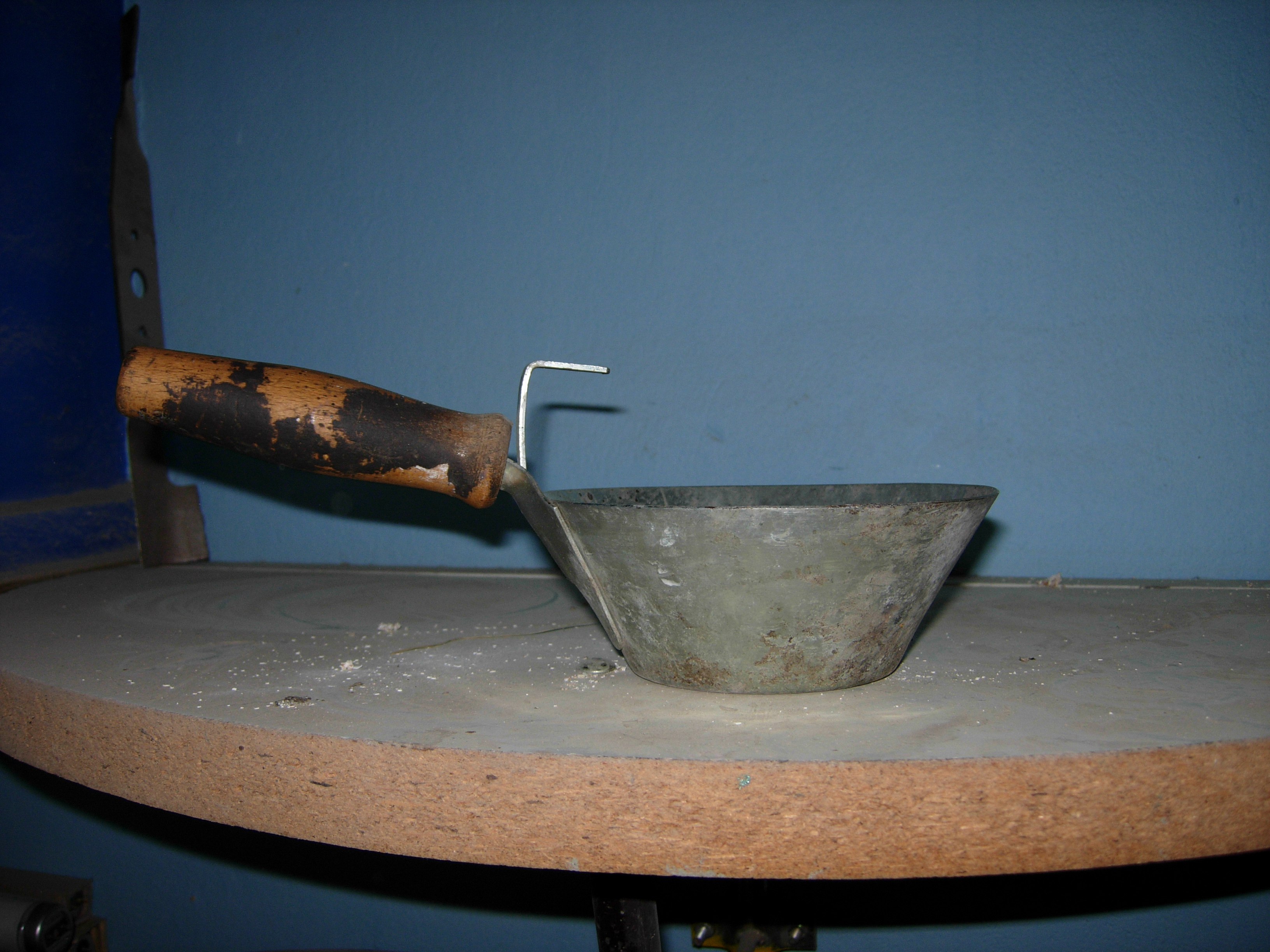
Fanka - pohled z boku